# KinKi Kids
KinKi Kids est un duo pop masculin japonais, formé de Koichi Domoto (堂本光一, Domoto Koichi, né le 1er janvier 1979) et de Tsuyoshi Domoto (堂本剛, Domoto Tsuyoshi, né le 10 avril 1979), tous deux originaires de la région de Kinki mais sans liens familiaux malgré leur homonymie. Ils débutent tous deux en 1991 comme modèles pour l'agence de talent Johnny & Associates, et sont surnommés KinKi Kids en 1993 par Masahiro Nakai de SMAP lors d'une émission télé. Le duo sort son premier disque en 1997, rencontrant rapidemement un grand succès.

## Discographie

### Albums
- 1997: A Album
- 1998: B Album
- 1999: C Album
- 2000: D Album
- 2001: E Album
- 2002: F Album
- 2003: G Album: 24/7
- 2005: H Album: Hand
- 2006: I Album: ID
- 2007: Ø (Phi)
- 2009: J Album
- 2011: K Album

Compilations
- 2000: KinKi Single Selection
- 2004: KinKi Single Selection II
- 2007: 39

Karaoke
- 2000: KinKi Karaoke Single Selection